# 普里格尼茨县
普里格尼茨县（德語：Landkreis Prignitz）是德国勃兰登堡州西北部的一个县，得名于普里格尼茨地区，首府佩勒贝格。